# Carposina canescens
Carposina canescens is een vlinder uit de familie van de Carposinidae. De wetenschappelijke naam van de soort is voor het eerst geldig gepubliceerd in 1930 door Philpott.